# Achilléide byzantine
Pour les articles homonymes, voir Achilléide (homonymie).
L’Achilléide byzantine est un roman de chevalerie anonyme composé dans l'empire byzantin au XIVe ou au XVe siècle. Il relate la vie et les exploits d'Achille, héros de la mythologie grecque ayant pris part à la guerre de Troie.

## Résumé
Les trois versions du roman relatent la naissance d'Achille, son enfance merveilleuse, puis ses exploits au combat et sa vie amoureuse. Dans le bref résumé présenté, l’histoire commence en effet avec sa jeunesse. Celle-ci présente la vie du héros dans la cour impériale. Durant la période d’adolescence et le début de la vie d’adulte, Achille remporte de nombreuses victoires pour son royaume. Il rencontre Polyxène, une princesse du clan rival de sa famille. Cette dernière ne tombe pas immédiatement amoureuse du protagoniste. Rejeté par la princesse, ce dernier, se confesse à la divinité Éros. Insoumise à la volonté de celle-ci, Polyxène ne fait pas attention aux conséquences. Ainsi, Éros la punit en lui enlevant la vie à la suite de son mariage avec Achille. Ce décès plonge le héros dans un chagrin. Ainsi, il ne peut pas lutter contre la mort et le deuil malgré sa puissance guerrière.

## Les personnages principaux
Achille : héros vaillant, il incarne le guerrier idéal de la société byzantine. Loin de l’image de l’Achille de l’Iliade, il présente des valeurs chevaleresques qui démontrent une distinction de la noblesse médiévale grecque. À l’instar de son homologue, c’est un guerrier victorieux dans toutes ses batailles. Néanmoins, il n’est pas supérieur face à la divinité Éros et à la mort.
Polyxène : il s’agit d’une princesse du clan rival de la famille d’Achille. Le lecteur peut l’observer comme un être passif qui effectue des tâches domestiques.  Elle ne tombe pas immédiatement amoureuse du héros. Cela donne un rappel de l’image de la femme grecque de l’Antiquité. Tardivement, elle se marie à Achille. Elle reste une femme grecque et soumise.
Éros : puissance divine absolue, elle représente en quelque sorte le rôle d’antagoniste dans le roman. Cette entité décide l’amour de tous les êtres. Ceux-ci ne peuvent pas résister à sa volonté. Il prend de multiples formes pour influencer le cours du récit. Par exemple, il prit la forme d’un faucon pour tirer un arc à Polyxène afin que cette dernière tombe amoureuse d’Achille.  En d’autres termes, cette divinité incarne la volonté de Dieu. Personne ne peut lui résister. Les sujets lui doivent une obéissance absolue.

## Histoire du texte
Il existe trois versions du roman divisées en trois lettres (O, L et N).L'une comprend 761 vers. C’est celle de la version O. Cette lettre représente la ville d’Oxford. Cette première version hâtive offre peu d’informations pour reconstituer une histoire. Elle est incomplète en raison du décès du spécialiste Ole L. Smith en 1995. Ce dernier travaillait avec des brouillons incomplets et fragmentaires. Il n’y a aucune trace de prologue et d’épilogue dans cette version qui aide le lecteur à se situer dans un contexte. Cela suppose, selon le spécialiste Agapitos, que les lecteurs et les destinataires du texte ont la connaissance du début et de la fin de l’histoire. Certains passages de l’histoire ont été exclus et condensés en raison que les Byzantins ont une grande connaissance de cet ouvrage.
La deuxième version comprend 1363 vers. Son texte est lacunaire et le début est corrompu. Elle est en effet la version L. Il y a moins d’informations pour que l’histoire du roman puisse être retranscrite. Cette version est en effet moins privilégiée pour les spécialistes de faire des commentaires critiques ainsi que d’autres travaux d’analyses.
La troisième version est connue par le manuscrit Neapolitanus. C'est la plus longue avec 1820 vers. Elle comprend un épisode d'une cinquantaine de vers ajouté par un autre rédacteur et concluant le roman par l'affrontement des Grecs et des Troyens durant la guerre de Troie. Cette version est en effet la plus complète pour les spécialistes de la civilisation byzantine, surtout avec la version de Naples. Elle possède 1059 vers de plus par rapport à  la version d’Oxford. Dans le prologue, Agapitos affirme que l’auteur tente de définir la divinité Éros et son pouvoir ainsi que le début du récit.

## Analyse

### Contexte historique de l'ouvrage
Dans le cours du XIVe siècle, l’Empire byzantin poursuit sa décadence en raison de l’invasion des Occidentaux survenue en 1204. Il perd plusieurs territoires et subit des crises dans plusieurs facteurs tels que politique, militaire, économique ainsi que culturel. Le roman de l’Achilléide illustre ce dernier facteur, étant donné que l’ouvrage se situe dans une place importante de la littérature profane byzantine. Bernard Flusin,ce dernier affirme cette importance dans ce passage suivant : « L’importance de la littérature profane ne tient pas seulement aux œuvres qu’elle a suscitées, mais à la fonction qu’elle a assumée en transmettant au monde byzantin l’essentiel des valeurs littéraires de l’hellénisme traditionnel. Paiennes ou chrétiens[…] ces œuvres, serviront de modèles durant le Moyen Âge. » Ce passage explique un autre fait intéressant. Bien que la chrétienté orthodoxe garde sa place spirituelle face aux nombreuses crises que traverse l’Empire, les patriarches œcuméniques continuaient de se faire obéir et respecter dans la plus grande partie du monde orthodoxe. Autrement dit, cela démontre que les œuvres profanes comme l’Achilléide ont pu prendre une place dans l’Empire sans qu’il ait pu remettre en cause l’autorité de la chrétienté orthodoxe avec des éléments païens.

### Représentation de la vie politique d'un prince
À travers ce roman, la vie politique dans l’empire byzantin apporte quelques indices de la réalité politique de l’époque. Il y a une description de la vie quotidienne d’un prince et non d’un empereur byzantin. Cela reste une représentation classique de décrire une élite sociale à l’instar des récits de l’Antiquité grecque. Le spécialiste Agapitos révèle un indice important dans l’enfance d’Achille. Il atteste que ce dernier est éduqué à l’âge de quatre ans avec les lettres helléniques. Un peu plus tard, le héros envoie des correspondances aux habitants d’un château assiégé et à son père. Cette action offre une explication qu’il y a une action diplomatique pour démontrer un raffinement du côté des Byzantins. Au contraire de l’Antiquité grecque, cette version d’Achilles n’est pas un guerrier qui se lance dans une mêlée avec de la violence. Il y a un raffinement intellectuel qui illustre la noblesse byzantine.
Outre la représentation de l’éducation du héros, l’image d’un noble prend une place importante pour les Byzantins. Il y a un parallélisme dans le roman avec le rejet d’Éros pour Achille. Ce dernier a honte de révéler ses sentiments à ses confrères. L’image d’un grand chef militaire reste en effet importante aux yeux des troupes militaires. Cela préserve la légitimité d’un noble mener les soldats au combat. En l’occurrence, la perte de cette prérogative signifie l’affaiblissement du statut royal d’Achille. De plus, Michel Lassithiotakis affirme un fait important : il précise qu’Achille s’occupe de défendre et consolider son royaume. Ce dernier sera toujours un vassal et non un roi. Les affirmations de ce spécialiste éclairent l’acceptation du rôle politique par la noblesse byzantine[Quoi ?]. L’usurpation au trône est une action qui n’est pas encouragée dans la civilisation byzantine. Or, cette action s’est souvent répétée pendant toute l’histoire de cette dernière. Enfin, l’Achilléide byzantine valorise l'acceptation de la vassalité pour l’empire byzantin.

### Langage
Le roman est rédigé en grec vulgaire. À travers la version de Naples, l’usage des vocabulaires dans l’oralité est devenu une norme acceptée selon Agapitos. Cette affirmation reste une hypothèse. Il peut y avoir une idée que les Byzantins comprennent ce roman avec peu de difficultés afin qu’ils puissent saisir les propos et les intentions de l’auteur. Sophia Georgagopoulou confirme que le roman est employé dans une transmission orale qui n’est jamais définitive. En d’autres termes, avec les trois versions retrouvées par de nombreux spécialistes, il y a peu de certitudes pour reconstruire une version officielle de l’Achilléide byzantine. De plus, elle offre une autre affirmation. Ce roman est destiné à rendre la diffusion de l’histoire accessible à un public moins cultivé. L’auteur a eu la tentative de décrire Achille dans l’actualité contemporaine du XIVe siècle ainsi que la vie quotidienne de ce dernier. Les affirmations de ce spécialiste complétent notamment l’ensemble du contexte historique de cet article.  

### La distance marquée avec l'Antiquité grecque

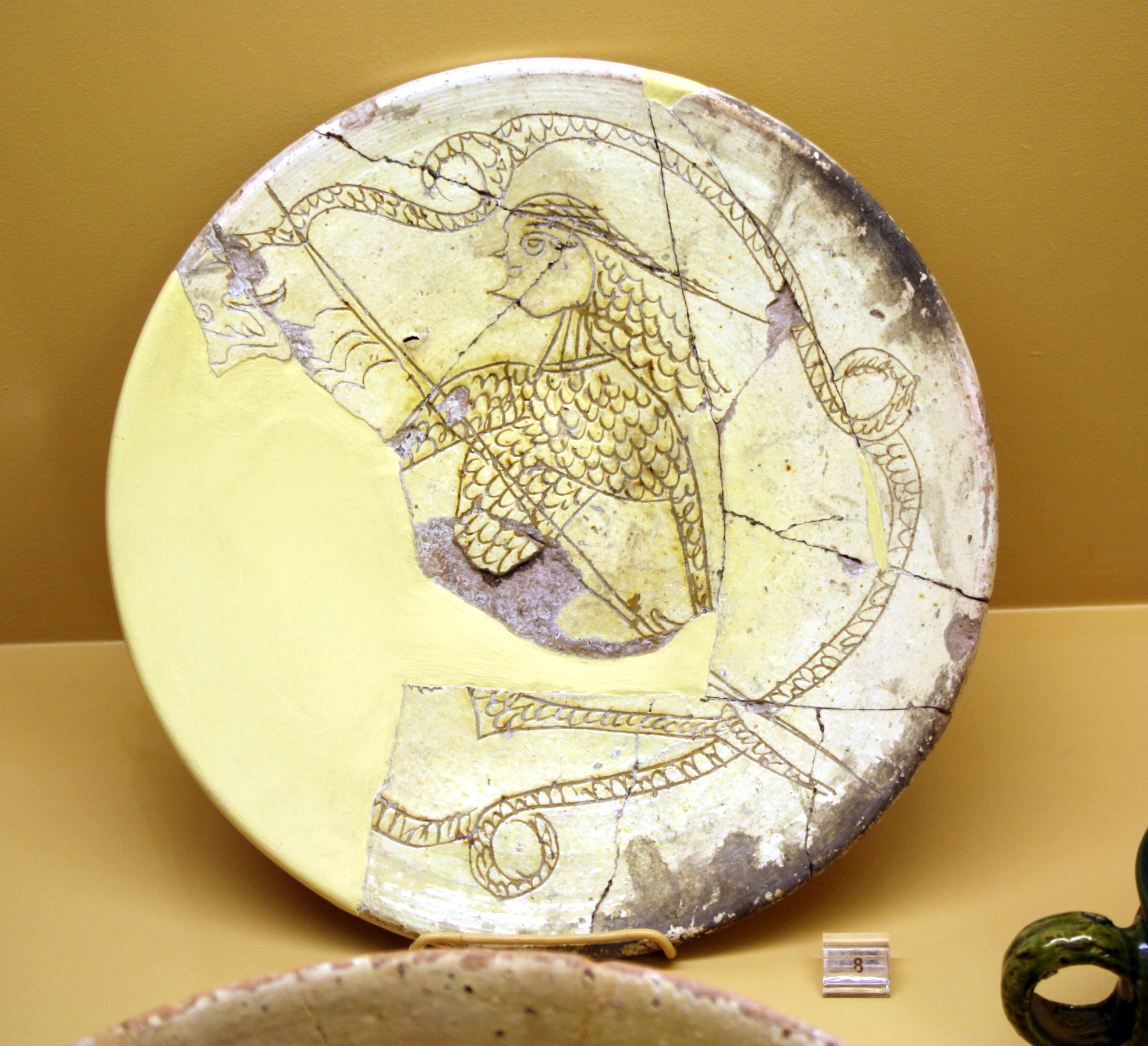
Basil Akritas, personnage principal du Digénis Akritas, et le dragon. Assiette byzantine du XIIe siècle. Musée de l'Agora antique d'Athènes.

Le roman transpose la vie et les exploits d'Achille dans un univers de chevalerie qui n'a plus rien de commun avec l'Antiquité et dans lequel Achille se rapproche davantage du héros byzantin Digénis Akritas. Les auteurs n’avaient aucune connaissance des épopées homériques, l’Iliade et l'Odyssée. Hessling confirme ce fait dans ce passage suivant : « Il est à peine nécessaire de remarquer que l'auteur de l'Achilléïde ne s'est pas servi du texte d'Homère, ni même des écrits de Tzétzès et des autres écrivains postérieurs qui se sont occupés du monde homérique. Ce monde lui est absolument inconnu. » Cela démontre en effet une rupture entre cette époque et l’Antiquité. Les Byzantins gardent un lien étroit avec cette époque antérieure pour se rappeler leur supériorité culturelle par rapport aux autres civilisations de leur temps.

### La forme narrative
La forme de la narration de ce roman attire beaucoup l’attention d’Apagitos. Ce dernier affirme que le narrateur est une figure d’autorité importante qui définit l’histoire avec ses affirmations. Cela donne une forme particulière dans cette histoire dans la dimension littéraire de la civilisation byzantine. De plus, le néo-helliniste Michel Lassithiotakis évoque une particularité dans la fonction narrative du roman. Il y a en effet quelques thèmes qui éclairent en profondeur le roman : l’enlèvement, le défi lancé aux frères, la poursuite, la disparition prématurée du couple des protagonistes. Ceux-ci offrent des éléments typiques qui constituent le genre littéraire de l’épopée. Ce spécialiste constate une simplification de la narration : tout est centré sur Achille. La valorisation excessive de ses prouesses guerrières marginalise les autres éléments de ce roman.

### Le thème principal de l'amour
Dans l'Achilléide byzantine, le thème de l’amour  est diffèrent que celui de l’Occident. Hessling nous précise qu’il est à la grecque. Ce sentiment n’est pas naturel. La divinité Éros le choisit pour tous les êtres. En parallèle, le choix d'une divinité est incontestable pour ces derniers. Autrement dit, aucun être est dans le pouvoir de refuser l'amour soumis par Dieu avec la représentation d'Éros. La tragédie de ce roman sert en quelque sorte de leçon pour ce fait, notamment avec le décès de Polyxène.

### Ouvrages généraux
- Wolfgang Buchwald, Armin Hohlweg, Otto Prinz, Dictionnaire des auteurs grecs et latins de l'Antiquité et du Moyen Âge, traduit et mis à jour par Jean Denis Berger et Jacques Billen, Brepols, 1991 (édition originale : Tusculum-Lexikon griechischer und lateinischer Autoren des Altertums und des Mittelasters, Artemis Verlag, 1982).
- Panagiotis A. Agapitos, « Writing, reading and reciting in Byzantine Erotic Fiction », dans Brigitte Mondrain (dir.), Lire et écrire à Byzance, Paris, Association des amis du centre d’histoire et civlisation de Byzance, 2006, p.161-194.
- Bernard Fusin, La civilisation byzantine, Paris, Presses universitaires de France, coll, « Qui sais-je ? », 2006, 128 p.
- Donald M. Nicol, Les derniers siècles de Byzance; 1261-1453 , Paris, Les belles lettres, 530 p.

### Éditions de l'Achilléide byzantine
- D. C. Hesseling (éd.), L'Achilléide byzantine, publiée avec une introduction, des observations et un index, Amsterdam, 1919.
- (de) R. Keydell, «Achilleis. Zur Problematik und Geschichte eines griechischen Romans », Byzantinische Forschungen, no 6, 1979, p. 83-99.
- C. Sathas, « Le roman d'Achille. Texte inédit en grec vulgaire », Annuaire de l'Association pour l'encouragements des études grecques en France 13, 1879, p. 126-175.
- (en) O. L. Smith, « Versions and manuscripts of the Achilleid », in H. Eideneier (éd.), Neograeca Medii Aevi. Text und Ausgabe, Akten zum Symposion Köln 1986, Neograeca Medii Aevi no 5, Cologne, 1987, p. 315-325.
- (en) O. L. Smith (éd.), The Oxford version of the Achilleid, Opuscula Graecolatina no 32, Copenhague, 1990.
- (en) O. L. Smith (éd.), The Byzantine Achilleid. The Naples Version, introduction, édition critique et commentaire, Wiener Byzantinistische Studien, no 21, 1999, Vienne.
- (de) E. Trapp (éd.), Digenes Akrites. Synoptische Ausgabe der ältesten Versionen, Wiener Byzantinistische Studien, no 8, 1971, Vienne.

### Études savantes
- Michel Lassithiotakis, Christine Hunzinger, Dimitri Kasprzyk, « Achille et Digénis : réflexions sur la fonction de quelques épisodes et motifs acritiques dans l’Achilléide », dans Les Personnages du roman grec. Actes du colloque de Tours, 18-20 novembre 1999, Lyon, Maison de l'Orient et de la Méditerranée Jean Pouilloux, 2001, p. 373-392. (Collection de la Maison de l'Orient méditerranéen ancien. Série littéraire et philosophique.) [lire en ligne]
- Sophia Georgacopoulou, « L’Achilléide de Stage et L’Achilléide anonyme byzantine » dans Classica et Mediaevalia organisé par Ole Thomsen, Museum Tusculanum press, University of Copenhagen, vol. XLV, 1994,  p. 251-286.
- David Holton, compte-rendu critique de l'ouvrage « Ole L. Smith, The Byzantine Achilleid. The Naples version. Introduction, critical edition and commentary. Edited and prepared for publication by Panagiotis A. Agapitos and Karin Hult.  Vienna: Wiener Byzantinistische Studien, Band XXI, 1999. Pp. xii + 231 », Byzantine And Modern Greek studies, vol. 25, 2001, p.268-270.